# Econometría espacial
Econometría espacial es el área del análisis espacial y la econometría intrínseca. En general, la econometría difiere de otras ramas de la estadística para enfocarse a modelos teóricos, mediante parámetros que son estimados por un análisis de regresión. La econometría espacial es una finura de esto, donde ambos, los modelos teóricos, incluyen interacción con diferentes entidades, o que los datos de observación no son dependientes. Así, los modelos incorporan la  autocorrelación Espacial or el efecto vecindario pueden ser estimados usando métodos de econometría espacial. Estos modelos son comunes en ciencias regionales, economía de bienes raíces, y educación económica.
Los métodos de Regresión Espacial nos dejan tomar en cuenta las observaciones tomadas en cierto punto de observación o región. Las observaciones pueden representar ingresos, tasas de empleo o población, tasas de interés etc. Es común ver que las muestras de datos tomadas no son independientes, más bien tienen una dependencia espacial; Que significa que la observación va a tender a exhibir valores similares a observaciones cerca.
La econometría espacial es un área donde las técnicas analíticas son diseñadas para incorporar dependencia en las observaciones que tienen una proximidad geográfica. Expandiendo los modelos de regresión lineal, estos muestran la dependencia que se tiene con los vecinos y crean dependencia en las regiones.

## Historia
El primer libro general sobre este tema fue en 1979 por Paelinck & Klaasen.